# Das Wunder von Tlayucan
Das Wunder von Tlayucan (Originaltitel: Tlayucan) ist eine mexikanische Filmkomödie von Luis Alcoriza aus dem Jahr 1962 nach dem Roman von Jesús Murciélago Velázquez. Der Film wurde für den Oscar als bester internationaler Film nominiert.

## Handlung
Aus Verzweiflung über die Krankheit seines Sohnes stiehlt der Bauer Eufemio eine Perle vom Bildnis der Heiligen Lucia in der Dorfkirche. Touristen fotografieren den Diebstahl und Eufemio wird von seinen Nachbarn gelyncht. Die Perle verschwindet und wird von einem der Schweine verschluckt, die Eufemios Frau Chabela hält. Durch das Eingreifen von Don Tomás wird Eufemio gerettet, aber die Perle taucht nicht wieder auf. Einige Zeit später taucht die Perle in Eufemios Haus auf und wird von seiner Frau gefunden. Der Verlust der Perle wirkt sich auf das allgemeine Wohlbefinden der Dorfbewohner aus. Am Ende wird die Perle unbemerkt zurückgegeben und es wird von einem Wunder gesprochen.

## Auszeichnungen
| Auszeichnung                                    | Jahr | Kategorie                   | Empfänger                 | Resultat  |
| ----------------------------------------------- | ---- | --------------------------- | ------------------------- | --------- |
| Internationales Filmfestival Karlovy Vary       | 1962 | Bester Film                 | Luis Alcoriza (Regisseur) | Nominiert |
| Diosas de Plata                                 | 1963 | Bester Film                 | Das Wunder von Tlayucan   | Gewonnen  |
| Diosas de Plata                                 | 1963 | Beste Nebendarstellerin     | Anita Blanch              | Gewonnen  |
| Diosas de Plata                                 | 1963 | Beste Schauspielerin        | Norma Angélica            | Gewonnen  |
| Diosas de Plata                                 | 1963 | Bester Nebendarsteller      | Noé Murayama              | Gewonnen  |
| Diosas de Plata                                 | 1963 | Bester Darsteller           | Julio Aldama              | Gewonnen  |
| Diosas de Plata                                 | 1963 | Bester Nebendarsteller      | Noé Murayama              | Gewonnen  |
| Diosas de Plata                                 | 1963 | Bester Regisseur            | Luis Alcoriza             | Gewonnen  |
| Festival Internacional de Cine de Mar del Plata | 1963 | International Competition   | Luis Alcoriza             | Nominiert |
| Oscar                                           | 1963 | Bester fremdsprachiger Film | Das Wunder von Tlayucan   | Nominiert |